# Enez
Enez (llatí: Aenus, en grec antic: Αἶνος, en català adaptat com a Enos) és una ciutat a la província d'Edirne a Turquia, regió de Tràcia, cap del districte del mateix nom (Districte d'Enez). Està situada a la riba oriental de l'estuari del Maritza. Té una població d'uns 4.000 habitants.

## Història
Suposadament la va fundar Enees durant el seu viatge a Troia. Devia de ser una ciutat molt antiga, ja que Homer la menciona. Segons Heròdot i Tucídides era una colònia eòlica sense que cap dels dos especifiqui de quina ciutat, que podria ser Mitilene, segons Escimne de Quios o Cime si té raó Esteve de Bizanci. Segons Estrabó abans es deia Poltiòbria, i Esteve de Bizanci dona com a nom antic Apsinthus.
Tucídides diu que Enos va enviar forces a l'expedició de Sicília com aliada d'Atenes. Després només torna a aparèixer en temps dels diàdocs macedonis, quan estava subjecta a Ptolemeu Filopàtor (222 aC), a Filip V de Macedònia (200 aC), i a Antíoc el gran, fins que va ser conquerida pels romans, que li van reconèixer la llibertat. En temps de Plini el Vell encara era ciutat lliure.
El 1355 va ser cedida junt amb Lesbos als Gattilusio (Francesco Gattilusio) genovesos, com a dot de Maria, germana de Joan V Paleòleg. A la mort de Palímedes Gattilusio (1455) van seguir disputes familiars; els turcs afirmaven que a la ciutat s'amagaven esclaus fugitius i això va ser l'excusa perquè Mehmet II enviés una expedició pel gener de 1456 que va obligar a la ciutat a sotmetre's sense lluita. Va formar llavors un kada del sandjak de Gal·lípoli.
L'any 1463 Mehmet II va donar la ciutat d'Enez al deposat dèspota de Morea, Demetri II Paleòleg, com un apanatge (assignació de terres, títols o càrrecs) juntament amb parts de Tasos i de Samotràcia, i va mantenir el govern de la ciutat fins al 1467, quan va caure en desgràcia. Els venecians van capturar breument la ciutat el 1469.
La ciutat va donar nom a la línia Enos-Midia, que va marcar breument la frontera entre l'Imperi Otomà i Europa després desastroses conseqüències de la Primera Guerra dels Balcans. La frontera es va desplaçar més al nord-oest quan els turcs van aconseguir algunes victòries a la Segona Guerra dels Balcans, i van recuperar la ciutat d'Edirne.
Enez tenia una població grega molt abundant, que es va veure afectada a partir del segle xix pels conflictes ètnics i les aspiracions nacionalistes. Després de la Guerra d'Independència Turca (1919-23), el Tractat de Lausana va dibuixar les fronteres actuals de Turquia i va obligar les comunitats gregues a abandonar Turquia mentre que les comunitats turques abandonaven Grècia i Bulgària.
Modernament les rescloses del riu, la construcció del ferrocarril i la rectificació de fronteres amb Grècia el 1913, la van convertir en un petit poble pescador en mig de maresmes i amb la mar a 4 km.